# Brandon Carter
Brandon Carter (1942) è un fisico australiano.
È noto soprattutto per i suoi studi sulle proprietà dei buchi neri e per aver inventato il nome di Principio antropico, dandone una prima definizione e facendone uso. Carter ha studiato a Cambridge con Dennis Sciama e oggi lavora in Francia come ricercatore del CNRS. Fa parte del gruppo Laboratoire Univers et Théories dell'Osservatorio di Parigi a Meudon.
Carter ha dato importanti contributi alla relatività generale. Ha trovato la soluzione esatta per le linee geodetiche della soluzione di "vuoto elettrico" di Kerr-Newman e l'estensione analitica massimale di questa soluzione. Nel corso di questi studi ha scoperto l'esistenza di una quarta costante del moto, la "costante di Carter", e il "tensore di Killing-Yano".
Insieme a Werner Israel e Stephen Hawking Carter ha dimostrato il teorema dell'essenzialità della relatività generale, secondo cui ogni buco nero stazionario è completamente caratterizzato da massa, carica elettrica e momento angolare. Recentemente Carter, Chachoua, and Chamel (2005) hanno formulato una teoria relativistica delle deformazioni elastiche nelle stelle di neutroni.

## Pubblicazioni (parziale)
- Carter, B., Global structure of the Kerr family of gravitational fields, in Phys. Rev., vol. 174, 1968,  pp. 1559–1571, DOI:10.1103/PhysRev.174.1559.
- Carter, B., Hamilton-Jacobi and Schrödinger separable solutions of Einstein's equations, in Commun. Math. Phys., vol. 10, 1968,  pp. 280–310.
- Carter, B., An axisymmetric black hole has only two degrees of freedom, in Phys. Rev. Lett., vol. 26, 1970,  pp. 331–333, DOI:10.1103/PhysRevLett.26.331.
- Carter, B.; & Hartle, J. B. (Editors), Gravitation in astrophysics, Cargese, 1986, New York, Plenum Press, 1987, ISBN 0-306-42590-4.
- Carter, B.; & Chachoua, Elie; & Chamel, Nicolas, Covariant Newtonian and Relativistic dynamics of (magneto)-elastic solid model for neutron star crust, su arxiv.org. URL consultato il 6 agosto 2005.